# Italodisco (singolo)
Italodisco è un singolo del gruppo musicale italiano The Kolors, pubblicato il 5 maggio 2023.
Il brano è divenuto il primo della band ad occupare la prima posizione della Top Singoli e a trovare un'ampia risposta commerciale nel resto del continente europeo, portando alla pubblicazione di una versione in lingua inglese il 15 settembre 2023, tradotta da Gary Go per Warner Music Group. È stato definito dalla critica specializzata come «tormentone estivo», venendo riconosciuto in diverse manifestazioni musicali tra cui con il Power Hits Estate 2023 e con il TIM Summer Hits ai TIM Music Awards 2023.

## Descrizione
Si tratta della prima pubblicazione del trio sotto la Warner Music Italy, nonché il primo nel quale Dario Iaculli figura in qualità di componente ufficiale della formazione dopo essere stato turnista per diversi anni.

Il brano è stato scritto dal frontman Antonio Stash Fiordispino in collaborazione con Tropico. In un'intervista rilasciata a la Repubblica, Stash ha raccontato il significato di Italodisco all'interno del percorso artistico della band, dopo il periodo con Island Records, e il successo commerciale ottenuto:

Il titolo ed il ritornello del brano si ispirano al genere musicale italo disco. Nel testo vengono citati i Righeira, duo musicale italiano autore di diversi tormentoni estivi negli anni ottanta, e Giorgio Moroder, compositore e disc jockey italiano pioniere della disco music. In merito alla genesi del brano, Fiordispino ha dichiarato:

## Promozione
Il singolo è stato diffuso il 5 maggio 2023 digitalmente e anche per il passaggio radiofonico in Italia. Nel mese di giugno sono stati resi disponibili due remix curati da Cristian Marchi e Joe T Vannelli, mentre ad agosto è uscita una versione acustica. Il 15 settembre seguente è invece stata pubblicata una versione in lingua inglese con testo tradotto da Gary Go per Warner Music Group. Nella versione sono stati modificati alcuni riferimenti culturali italiani tra cui i gruppi Coldplay e Righeira e il Festivalbar.

## Accoglienza
Italodisco è stato definito un tormentone estivo secondo la critica specializzata.
Paolo Giordano de Il Giornale ha scritto che The Kolors «non sono certamente nostalgici e il loro brano è chiaramente contemporaneo», definendolo «spontaneo» e che «non affoga nella super produzione». Giordano inoltre sottolinea che rispetto agli altri brani estivi, Italodisco «ha una struttura più solida, non è urban come va di moda oggi, ha un testo che ha un senso ed è orgoglioso di ricollegarsi alle radici della musica leggera italiana». Marianna Baroli di Panorama ha definito il singolo un nuovo capitolo del gruppo, in cui «cassa dritta e vibes nostalgiche si mescolano a immagini nitide e riferimenti precisi ad alcuni marchi di fabbrica della disco music italiana».
Gabriele Fazio dell'Agenzia Giornalistica Italia riporta che Italodisco risulta riuscito a metà, poiché il risultato è solo una volontà di «utilizzarne certi elementi, del tutto irritanti tra l’altro, solo per inseguire una hit» trovandola infine «un'operazione superficiale e inutile». Claudio Cabona di Rockol, riguardo al riferimento al genere italodisco, scrive che «non basta tirare fuori vibes nostalgiche e synth per rievocare con forza quella grande stagione musicale».

## Video musicale
Il video, diretto da Marc Lucas, è stato reso disponibile l'8 maggio 2023 attraverso il canale YouTube del gruppo.

## Tracce
Testi e musiche di Antonio Fiordispino, Davide Petrella, Alessandro Fiordispino e Simone Capurro, eccetto dove indicato.
Download digitale, streaming
1. Italodisco – 3:19

Download digitale, streaming – Cristian Marchi Remix
1. Italodisco (Cristian Marchi Remix) – 4:01

Download digitale, streaming – Joe T Vannelli Remix
1. Italodisco (Joe T Vannelli Remix) – 4:18

Download digitale, streaming – Acoustic Version
1. Italodisco (Acoustic Version) – 3:49

Download digitale, streaming – English Version
1. Italodisco (English Version) – 3:19
2. Italodisco – 3:19

Download digitale, streaming – Agatino Romero Remix
1. Italodisco (Agatino Romero Remix) – 2:30

12"
- Lato A

1. Italodisco – 3:19
2. Italodisco (English Version) – 3:19

- Lato B

1. Karma – 3:21 (Antonio Fiordispino, Davide Petrella, Alessandro Fiordispino, Dario Iaculli, Marco Salvaderi, Lorenzo Santarelli)
2. Karma (Gabry Ponte Remix) – 3:40 (Antonio Fiordispino, Davide Petrella, Alessandro Fiordispino, Dario Iaculli, Marco Salvaderi, Lorenzo Santarelli)
3. Karma (Special Version) (Halftempo) (Antonio Fiordispino, Davide Petrella, Alessandro Fiordispino, Dario Iaculli, Marco Salvaderi, Lorenzo Santarelli)

## Successo commerciale
Italodisco ha esordito alla posizione numero 50 della Top Singoli stilata da FIMI durante la settimana 22 del 2023. Successivamente entra tra le prime dieci posizioni alla numero 8 alla settimana 25 del 2023, divenendo il terzo brano del trio ad ottenere tale risultato dopo Everytime (2015) e Frida (mai, mai, mai) (2018), per poi raggiungere la prima nella 28ª settimana, risultando di fatto il primo singolo del gruppo a conquistare tale risultato.
Il singolo ha ottenuto successo commerciale anche in altre nazioni europee, apparendo tra le prime dieci posizioni delle classifiche di diverse nazioni dell'Europa centrale e orientale.

## Classifiche

### Classifiche settimanali
| Classifica (2023-24) | Posizione massima |
| -------------------- | ----------------- |
| Austria              | 8                 |
| Bielorussia          | 1                 |
| Estonia              | 62                |
| Italia               | 1                 |
| Kazakistan           | 2                 |
| Lituania             | 6                 |
| Moldavia             | 1                 |
| Polonia              | 4                 |
| Russia               | 2                 |
| Slovacchia           | 15                |
| Svizzera             | 4                 |
| Ucraina              | 4                 |

### Classifiche di fine anno
| Classifica (2023) | Posizione |
| ----------------- | --------- |
| Austria           | 49        |
| Bielorussia       | 54        |
| Italia            | 8         |
| Kazakistan        | 145       |
| Polonia           | 14        |
| Russia            | 49        |
| Svizzera          | 47        |
| Classifica (2024) | Posizione |
| Bielorussia       | 13        |
| Italia            | 52        |
| Kazakistan        | 28        |
| Moldavia          | 5         |
| Polonia           | 37        |
| Russia            | 37        |
| Ucraina           | 24        |

### Classifiche di fine decennio
| Classifica (2020-29) | Posizione |
| -------------------- | --------- |
| Bielorussia          | 65        |
| Russia               | 135       |

## Riconoscimenti
- Music Awards[53]
  - 2023 – Premio EarOne per il brano più trasmesso
  - 2023 – TIM Summer Hits
- Power Hits Estate[54]
  - 2023 – Power Hits Estate
  - 2023 – Premio FIMI
- SIAE Music Awards[55]
  - 2024 – Miglior canzone radio

## Cover
- Nel novembre 2023 il gruppo musicale georgiano Nikos Bend ha prodotto una cover-parodia intitolata Kartuli disk'o (in georgiano ქართული დისკო?), nota anche come Disco Farisco, con un testo che fa riferimento alla cultura georgiana:[56] in esso vengono elencati gli artisti mondiali che vengono ad esibirsi in Georgia, ma nessuno di loro può essere paragonato alla musica da discoteca georgiana, come d'altronde la pizza non può certo competere con il khachapuri (tipica focaccia ripiena).[57] La cover ha riscosso grande popolarità in Georgia, cosicché molti altri artisti hanno realizzato cover nella propria lingua in Armenia, Kazakistan, Russia e Ucraina.[58]
- Ne è stata fatta una cover da Rosanna Rocci nel 2024.